# Спаси меня (роман)
«Спаси меня» (англ. Rescue Me) — комедийный роман 2001 года, второй по счёту в творчестве английского писателя Кристофера Харта. Книга была переиздана в новой мягкой обложке в 2002 году.

## Посвящение и эпиграф
- Посвящение: Посвящается Руану и Энни.
- Эпиграф #1: Описание человека: зависим, мечтает о независимости, нуждается. Паскаль. «Мысли»
- Эпиграф #2: Но как жесток фарс к тем, кто в нём участвует! Роберт Льюис Стивенсон. «Путешествия с ослом в Севенны»

## Сюжет
Дэниэл Своллоу — успешный молодой человек, работающий в рекламном агентстве «Орме, Одсток и Олифант». Но всё идёт наперекосяк, когда на съёмках рекламного ролика, за который был ответствен Дэниэл, происходит несчастный случай, и трое телевизионных актёров скрываются в неизвестном направлении на воздушном шаре. В итоге — герой лишился работа, до начала романа от него ушла подружка Миранда.
Дэн живёт в небольшой квартирке вместе с её хозяйкой, молодой женщиной по имени Кэт, к которой никак не складывается личная жизнь. У лучших друзей Дэна — Клайва и Майлаза на любовном фронте также дела обстоят интригующе: Клайв живёт с Эммой, хотя по уши влюблён в свою коллегу, аристократку индийского происхождения Амриту; а Майлз встречается с обворожительной моделью и начинающей актрисой Бэт.
Наблюдая за своими знакомыми, Дэн приходит к выводу, что любовь жестока, однако по-прежнему искренне верит в неё. Именно в этот момент он натыкается на рекламу эскорт-агентства для дам «Гроновер» и тут же ради шутки отправляет туда анкету со своими данными. Кто мог предположить, что именно так началась карьера одного из самых востребованных жиголо Англии?
Ситуация осложняется, когда Бэт, узнав Дэна по фото в анкете, вызывает его в отель, где она проживала во время съёмок дорогого рекламного ролика. Казавшаяся холодной и расчётливой Бэт вдруг открывается для главного героя с новой стороны, и Дэн решает непременно её спасти! Постепенно набирая обороты шекспировских страстей, сюжет закручивает героев в вихре случайностей и совпадений.

## Персонажи
- Дэниэл Своллоу. Ироничный с острым умом, но при этом абсолютный романтик. На свой страх и риск пробует себя в «древнейшей профессии» и добивается определённых успехов на этом поприще. Как заметили многие его клиентки — достопочтенные леди в возрасте и не только — он некрасив, поэтому и нравится женщинам их круга. При этом Дэниэл — типичный бабник, умеющий очаровать любую женщину.
- Бэт Кессингтон. Модель и начинающая актриса. Бывшая наркоманка и новая подружка Майлза. Умная, коварная и абсолютно запутавшаяся в жизни молодая женщина, не знающая, чего она хочет. Яркая, вызывающая, целеустремлённая. Между ней и Дэном начинается странный и довольно забавный тайный роман.
- Майлз Чемпни. Друг Дэна со студенческих времён. Молод, привлекателен, успешен. Встречается с Бэт. Как выясняется позже, имеет некие проблемы в личной жизни.
- Клайв Спунер. Школьный друг Дэниэла, его коллега в «Орме, Одсток и Олифант». Встречается с Эммой, хотя влюбляется в Амриту с первого взгляда. Рыжий, невысокий, не очень привлекательный внешне, но эрудированный, интеллигентный и забавный.
- Кейт Лакетт. Хозяйка квартиры, в которой живёт Дэн, и его подруга. Постоянно имеет связи со «всякими поганцами Томами» — каждый роман оканчивается весьма плачевно.
- Амрита. Новая сотрудница «Орме, Одсток и Олифант». Мечта всех мужчин, индийская принцесса: красива, умна, аристократична.
- Эмма. Возлюбленная Клайва, которой он начал изменять с Амритой, в конце концов, добившись её благосклонности. Чопорная, но справедливая — очень не любит Дэна, и это взаимно.

## Российское издание
| Серия                            | Переплёт | Издательства | Год      | Стр. | Тираж     | Формат        | Примечания |
| -------------------------------- | -------- | ------------ | -------- | ---- | --------- | ------------- | ---------- |
| Альтернатива                     | твёрдый  | АСТ / Люкс   | 2005 год | 288  | 5100 экз. | 84 x 108 / 32 | [ 3 ]      |
| Альтернатива                     | мягкий   | АСТ / Люкс   | 2006 год | 320  | 3000 экз. | 70 x 90 / 32  | [ 4 ]      |
| Классическая и современная проза | мягкий   | АСТ          | 2007 год | 319  | н/д       | 70 х 90 / 32  | [ 5 ]      |

## Обзоры
Портал «New Statesman» назвал книгу романом недели и дал положительный отзыв. Обозреватель Мэттью Дженнигс отмечает, что «герой, привыкая к новой профессии жиголо, в весёлой и умной форме задаётся вопросом — разве все мы не проститутки?». На примере романтических отношений главных героев, автор задаётся проблемой «поиска идеальной любви — что происходит, когда страсть выгорает?» Также Дженнингс пишет, что роман изображает тридцатилетних представителей среднего класса, которые ведут дискуссии о битве полов, природе истинной любви и религиозных вопросах. Всё это должно формировать портрет поколения, однако автор обзора отмечает, что «хотел бы, чтобы его окружение было бы таким же интересным, как друзья главного героя».
Обозреватель «The Telegraph» написал, что это очередной роман о молодом поколении современного Лондона, где главный персонаж не представляет собой ничего «героического», и даже наоборот замечен в совершении поступков, направленных против нравственности. Однако, «Дэниэл Своллоу всё равно получает свой хэппи-энд» в конце. В целом, автор статьи негативно высказался о романе и его персонажах.
Мэтт Торн из «The Independent» пишет, что Харту каким-то образом удаётся заставить читателей полюбить персонажей и переживать за них. Торн называет роман «историей городского отчаяния». Сначала автора статьи сбивают с толку смесь жанров и тем — сатирический портрет яппи и эротические зарисовки. Однако по ходу повествования "медленно Харт даёт читателю понять, что любовная связь главных героев — сердце романа, а весь предыдущий цинизм — панцирь, за которым пряталась мягкая суть «Спаси меня». Торн также отмечает, что «автор, очевидно, любит своих персонажей». Торн пишет: «Только закончив чтение романа, я понял, сколько потенциально запрещённых тем поднимает эта книга, которую я посоветовал прочесть своей матери». В целом, портал даёт книге положительную оценку.
Обозреватель «The Guardian» Кэрри О’Грэйди называет центральную любовную линию «прекрасной и трогательной до слёз».
В 2001 году книга получила антипремию «Bad Sex In Fiction» за «Самый плохой секс в беллетристике» от английского журнала «The Literary Review».